# Francia en los Juegos Paralímpicos de Sídney 2000
Francia estuvo representada en los Juegos Paralímpicos de Sídney 2000 por un total de 146 deportistas, 116 hombres y 30 mujeres.

## Medallistas
El equipo paralímpico francés obtuvo las siguientes medallas:
| Nombre                                                                   | Deporte                    | Evento                                      |
| ------------------------------------------------------------------------ | -------------------------- | ------------------------------------------- |
| Oro                                                                      |                            |                                             |
| Sébastien Barc                                                           | Atletismo                  | 200 m T46 masculino                         |
| Pierre Fairbank                                                          | Atletismo                  | 200 m T53 masculino                         |
| Claude Issorat                                                           | Atletismo                  | 400 m T54 masculino                         |
| Joël Jeannot Claude Issorat Philippe Couprie Charles Tolle               | Atletismo                  | 4 × 400 m T54 masculino                     |
| Thierry Cibone                                                           | Atletismo                  | Disco F35 masculino                         |
| Thierry Cibone                                                           | Atletismo                  | Jabalina F35 masculino                      |
| Thierry Cibone                                                           | Atletismo                  | Peso F35 masculino                          |
| Lutovico Halagahu                                                        | Atletismo                  | Peso F44 masculino                          |
| Stéphane Bozzolo                                                         | Atletismo                  | Salto de longitud F12 masculino             |
| Bernard Champenois                                                       | Ciclismo en ruta           | Ruta LC3 mixto                              |
| Patricia Picot                                                           | Esgrima en silla de ruedas | Florete individual A femenino               |
| Jean Rosier                                                              | Esgrima en silla de ruedas | Espada individual B masculino               |
| Cyril Moré Robert Citerne Christian Lachaud Jean Rosier                  | Esgrima en silla de ruedas | Espada por equipos masculino                |
| Cyril Moré Serge Besseiche Pascal Durand Yvon Pacault                    | Esgrima en silla de ruedas | Sable por equipos masculino                 |
| Béatrice Hess                                                            | Natación                   | 50 m libre S5 femenino                      |
| Béatrice Hess                                                            | Natación                   | 100 m libre S5 femenino                     |
| Béatrice Hess                                                            | Natación                   | 200 m libre S5 femenino                     |
| Béatrice Hess                                                            | Natación                   | 50 m espalda S5 femenino                    |
| Béatrice Hess                                                            | Natación                   | 50 m mariposa S5 femenino                   |
| Béatrice Hess                                                            | Natación                   | 200 m estilos SM6 femenino                  |
| Béatrice Hess Ludivine Loiseau Anne-Cécile Lequien Virginie Tripier      | Natación                   | 4 × 50 m estilos (20 ptos.) femenino        |
| Gaëtan Dautresire                                                        | Natación                   | 200 m libre S3 masculino                    |
| Eric Lindmann                                                            | Natación                   | 200 m estilos SM7 masculino                 |
| Thu Kamkasomphou                                                         | Tenis de mesa              | Individual 9 femenino                       |
| Isabelle Lafaye Marziou Stéphanie Mariage                                | Tenis de mesa              | Equipo 1-3 femenino                         |
| Jean-Philippe Robin                                                      | Tenis de mesa              | Individual 3 masculino                      |
| Christophe Durand                                                        | Tenis de mesa              | Individual 5 masculino                      |
| Michel Peeters Jean-Philippe Robin Pascal Verger                         | Tenis de mesa              | Equipo 3 masculino                          |
| Bruno Benedetti Émeric Martin Christophe Pinna                           | Tenis de mesa              | Equipo 4 masculino                          |
| Olivier Chateigner Gilles de La Bourdonnaye François Serignat            | Tenis de mesa              | Equipo 10 masculino                         |
| Plata                                                                    |                            |                                             |
| Claude Issorat                                                           | Atletismo                  | 200 m T54 masculino                         |
| Pierre Fairbank                                                          | Atletismo                  | 400 m T53 masculino                         |
| Emmanuel Lacroix                                                         | Atletismo                  | 1500 m T46 masculino                        |
| Dominique André Sébastien Barc Serge Ornem Xavier Le Draoullec           | Atletismo                  | 4 × 100 m T46 masculino                     |
| Pierre-François Corosine Laurent Escurat Lamouri Rahmouni Pedro Zamorano | Atletismo                  | 4 × 400 m T38 masculino                     |
| Franck Barré                                                             | Atletismo                  | Salto de longitud F44 masculino             |
| Stéphane Bozzolo                                                         | Atletismo                  | Pentatlón P12 masculino                     |
| Patrick Ceria Bernard Champenois Francisco Trujillo                      | Ciclismo en pista          | Velocidad por equipos LC1-3 mixto           |
| Laurent Thirionet                                                        | Ciclismo en ruta           | Ruta LC3 mixto                              |
| Cyril Moré                                                               | Esgrima en silla de ruedas | Sable individual A masculino                |
| Sophie Belgodère Patricia Picot Murielle van de Cappelle                 | Esgrima en silla de ruedas | Florete por equipos femenino                |
| Carine Burgy                                                             | Levantamiento de potencia  | +82,5 kg femenino                           |
| Anne-Cécile Lequien                                                      | Natación                   | 50 m espalda S4 femenino                    |
| Ludivine Loiseau                                                         | Natación                   | 50 m mariposa S6 femenino                   |
| Pascal Pinard                                                            | Natación                   | 50 m mariposa S5 masculino                  |
| Pascal Pinard                                                            | Natación                   | 100 m braza SB4 masculino                   |
| Pascal Pinard                                                            | Natación                   | 200 m estilos SM5 masculino                 |
| Gaëtan Dautresire                                                        | Natación                   | 50 m espalda S4 masculino                   |
| Eric Lindmann                                                            | Natación                   | 100 m braza SB6 masculino                   |
| Isabelle Lafaye Marziou                                                  | Tenis de mesa              | Individual 1-2 femenino                     |
| Bernadette Darvand                                                       | Tenis de mesa              | Individual 6-8 femenino                     |
| Michèle Sevin                                                            | Tenis de mesa              | Individual 10 femenino                      |
| Alain Pichon                                                             | Tenis de mesa              | Individual 8 masculino                      |
| Jean-Yves Abbadie Stéphane Messi                                         | Tenis de mesa              | Equipo 6-7 masculino                        |
| Alain Pichon Michel Schaller Julien Soyer                                | Tenis de mesa              | Equipo 8 masculino                          |
| Olivier Hatem                                                            | Tiro con arco              | Individual W1 masculino                     |
| Charles Est Olivier Hatem Dejan Miladinovic                              | Tiro con arco              | Equipo clase abierta masculino              |
| Sébastien Le Meaux                                                       | Yudo                       | –81 kg masculino                            |
| Bronce                                                                   |                            |                                             |
| Florence Gossiaux                                                        | Atletismo                  | 100 m T52 femenino                          |
| Anna Tavano                                                              | Atletismo                  | 1500 m T52 femenino                         |
| Aladji Ba                                                                | Atletismo                  | 400 m T11 masculino                         |
| Lamouri Rahmouni                                                         | Atletismo                  | 400 m T37 masculino                         |
| Charles Tolle                                                            | Atletismo                  | 400 m T53 masculino                         |
| Pierre Fairbank                                                          | Atletismo                  | 800 m T53 masculino                         |
| Dominique André Sébastien Barc Emmanuel Lacroix Xavier Le Draoullec      | Atletismo                  | 4 × 400 m T46 masculino                     |
| Lutovico Halagahu                                                        | Atletismo                  | Disco F44 masculino                         |
| David Mercier                                                            | Ciclismo en ruta           | Ruta LC1 mixto                              |
| Sébastien Bichon                                                         | Ciclismo en ruta           | Ruta LC2 mixto                              |
| Robert Citerne                                                           | Esgrima en silla de ruedas | Florete individual A masculino              |
| Pascal Durand                                                            | Esgrima en silla de ruedas | Sable individual B masculino                |
| Murielle van de Cappelle                                                 | Esgrima en silla de ruedas | Florete individual B femenino               |
| Sophie Belgodère Patricia Picot Murielle van de Cappelle                 | Esgrima en silla de ruedas | Espada por equipos femenino                 |
| Ludivine Loiseau                                                         | Natación                   | 100 m espalda S6 femenino                   |
| Philippe Révillon                                                        | Natación                   | 100 m libre S2 masculino                    |
| Eric Lindmann                                                            | Natación                   | 400 m libre S7 masculino                    |
| Martine Thierry                                                          | Tenis de mesa              | Individual 6-8 femenino                     |
| Thu Kamkasomphou Michèle Sevin Martine Thierry                           | Tenis de mesa              | Equipo 6-10 femenino                        |
| Michel Peeters                                                           | Tenis de mesa              | Individual 3 masculino                      |
| Stéphane Messi                                                           | Tenis de mesa              | Individual 7 masculino                      |
| Vincent Boury Jean Patrick d'Ivoley-Boggs Erwan Fouillen Marc Sorabella  | Tenis de mesa              | Equipo 1-2 masculino                        |
| Nicole Michoux                                                           | Tiro                       | Rifle deportivo 3 × 20 m SH1 femenino       |
| Raphaël Voltz                                                            | Tiro                       | Rifle de aire de pie SH2 mixto              |
| Eric Lacaze                                                              | Tiro                       | Rifle de aire en posición tendida SH2 mixto |
| Dejan Miladinovic                                                        | Tiro con arco              | Individual W1 masculino                     |
| Gérald Rollo                                                             | Yudo                       | –73 kg masculino                            |
| David Guillaume                                                          | Yudo                       | –90 kg masculino                            |